# 園基万
園 基万（その もとぼく、1816年（文化13年） - 1841年10月9日（天保12年8月25日））は、江戸時代の公家。右少将。園家22当主。華道家。青山流第24代家元。

## 生涯
権中納言・園基茂の子として生まれる。ただし中山忠頼の子とする説もある。母は平戸藩主・松浦清の娘・季子。官位は正四位下、右少将。
1841年10月9日（天保12年8月25日）、死去。戒名は懿恭院貞厳垂華。

## 系譜
- 父親：中山忠頼
- 養父：園基茂[4]
- 養母：松浦季子 - 松浦清の娘
- 養子：園基祥